# 赵累
赵累，战国时周赧王的一个臣，《东周策》裡多次提到过他，此人深谋远虑，也算赧王身边少有的管用的人了，但再具体的实在没记载了，只能说他很聪明。

## 故事
秦攻宜阳，周君谓赵累曰：“子以为何如？”对曰：“宜阳必拔也。”君曰：“宜阳城方八里，材士十万，粟支数年，公仲之军二十万，景翠以楚之众，临山而救之，秦必无功。”对曰：“甘茂，羁旅也，攻宜阳而有功，则周公旦也；无功，则削迹于秦。秦王不听群臣父兄之义而攻宜阳。宜阳不拔，秦王耻之。臣故曰拔。”君曰：“子为寡人谋，且奈何？”对曰：“君谓景翠曰‘公爵为执圭，官为柱国，战而胜，则无加焉矣；不胜则死。不如背秦援宜阳。公进兵，秦恐公之乘其弊也，必易爆不事公；公中慕公之为己乘秦也，亦必尽其宝。’” 
秦拔宜阳，景翠果进兵。秦惧，遽效煮枣，韩氏果亦效重宝。景翠得城于秦，受宝于韩，而德东周。